# Liste der Monuments historiques in Villenauxe-la-Petite
Die Liste der Monuments historiques in Villenauxe-la-Petite führt die Monuments historiques in der französischen Gemeinde Villenauxe-la-Petite auf.

## Liste der Bauwerke
| Bezeichnung                       | Beschreibung | Standort | Kennzeichnung | Schutzstatus | Datum | Bild           |
| --------------------------------- | ------------ | -------- | ------------- | ------------ | ----- | -------------- |
| Kirche Notre-Dame-de-l’Assomption |              | (Lage)   | PA00087322    | Classé       | 1930  | weitere Bilder |

## Liste der Objekte
Zum Verständnis siehe: Kirchenausstattung
- Monuments historiques (Objekte) in Villenauxe-la-Petite in der Base Palissy des französischen Kulturministeriums (französisch)